# Blaze (Film)
Blaze ist ein US-amerikanisches Filmdrama von Ethan Hawke, das im Januar 2018 im Rahmen des Sundance Film Festivals seine Premiere feierte. In der Filmbiografie spielt Ben Dickey den Musiker Blaze Foley.

## Hintergrund
Bei dem Film handelt es sich um eine Adaption der Biografie Living in the Woods in a Tree von Sybil Rosen über den US-amerikanischen Sänger und Songwriter Michael David Fuller, der unter seinem Künstlernamen Blaze Foley bekannt geworden war. Rosen ist Foleys Exfrau und war dessen Muse. Der selbstzerstörerisch veranlagte Foley begann seine Karriere in Texas als Mitglied einer Gospel-Band, machte sich jedoch später als Singer-Songwriter von Country-Musik einen Namen. Während seiner bewegten Karriere lebte er zeitweise in einem Baumhaus und trank viel. 1989 wurde er schließlich unter mysteriösen Umständen vom Sohn seines Freundes Concho January erschossen. Foley wurde nur 39 Jahre alt.

## Produktion
Regie führte Ethan Hawke, der gemeinsam mit Rosen deren Buch für den Roman adaptierte. Hawke hatte die Biografie von Sybil Rosen gelesen und erklärte seine Faszination von dessen Musik: „Seine Songs sind so simpel. Cold Cold World fühlt sich an, als wäre er schon immer dagewesen. Er ist so perfekt, dass er schon existiert haben muss. Er konnte nicht einfach geboren werden.“ Rahmenhandlung des Films ist eine Radiosendung, in der sich zwei von Blazes musikalischen Wegbegleitern an das musikalische Genie und dessen verpatztes Leben erinnern.
Die Hauptrolle von Blaze Foley wurde mit dem Nachwuchsschauspieler Ben Dickey besetzt. Kris Kristofferson spielt seinen Vater, Alia Shawkat seine Partnerin Sybil Rosen. Foleys Freund, der Musiker Townes Van Zandt, wird von Charlie Sexton verkörpert.
Anfang 2017 fanden die Dreharbeiten in Louisiana und Mississippi statt.
Begleitend zum Film veröffentlichte Attic Records am 21. September 2018 einen Soundtrack als Download, auf CD und Schallplatte. Auf dem Album finden sich Neuaufnahmen von Blaze Foleys Songs und auch das ursprünglich von Lucinda Williams stammende Lied Drunken Angel in einer Version von Alynda Segarra. Auch das Stück Blaze & Sybil’s Lullaby in einer Version von Ben Dickey und Alia Shawkat ist auf dem Soundtrack enthalten. Insgesamt umfasst das Album 23 Songs.
Der Film feierte am 21. Januar 2018 im Rahmen des Sundance Film Festivals seine Premiere. Im März 2018 wurde er beim South by Southwest Film Festival vorgestellt. Im Mai 2018 erfolgte eine Vorstellung beim Montclair Film Festival, wo auch der Film First Reformed gezeigt wurde, in dem Hawke in der Hauptrolle zu sehen ist. Am 17. August 2018 kam er in ausgewählte US-Kinos. Im August 2018 wurde der Film auch beim Melbourne International Film Festival gezeigt. Ebenso im August 2018 erfolgte eine Vorstellung beim Locarno Festival, wo Hawke mit dem Excellence Award ausgezeichnet wurde. Im Oktober und November 2018 wurde er im Rahmen der Viennale gezeigt. Ende Juni und Anfang Juli 2019 wurde er beim Filmfest München im Wettbewerb CineMasters vorgestellt.

## Rezeption

### Kritiken
Der Film konnte bislang 95 Prozent aller Kritiker bei Rotten Tomatoes überzeugen und erhielt hierbei eine durchschnittliche Bewertung von 7,8 der möglichen 10 Punkte. Zudem ging der Film aus den 20th Annual Golden Tomato Awards in der Kategorie Best-Reviewed Musicals/Music Movies 2018 als Zweitplatzierter hervor.
Jordan Ruimy von The Playlist meint, wenn Blaze Foley gewollt hätte, dass seine Legende weiterlebt, nicht nur irgendeine Popularität fortbesteht, dann hätte ihm Ethan Hawke in dieser Hinsicht geholfen, denn dieser habe einen Film gedreht, der sich windet und über die Ziellinie kämpft, genau so, wie es sich Foley gewünscht hätte.
Magdalena Miedl schreibt auf der Website des ORF, Blaze sei neben einem liebevollen musikalischen Porträt auch die Geschichte einer großen Liebe zwischen zwei Kunstschaffenden und darüber, wie diese Liebe auseinanderbricht.

### Auszeichnungen
Filmfest München 2019
- Nominierung für den ARRI/OSRAM-Award im Wettbewerb CineMasters

Locarno Festival 2018
- Nominierung in der Sektion Piazza Grande (Ethan Hawke)

Louisiana International Film Festival 2018
- Auszeichnung in der Kategorie Best Narrative Feature (Ethan Hawke)

Sundance Film Festival 2018
- Nominierung für den Grand Jury Prize im U.S. Dramatic Competition (Ethan Hawke)
- Auszeichnung mit dem U.S. Dramatic Special Jury Award for Achievement in Acting (Ben Dickey)[19]